# Bahnradsport-Weltmeisterschaften 1949
Die Bahnradsport-Weltmeisterschaften 1949 fanden vom 22. bis 28. August 1949 auf der Radrennbahn in Ordrup bei  Kopenhagen statt. Dänemark war damit zum achten Mal Gastgeber einer Bahn-WM. Die aus dem Jahr 1888 stammende Radrennbahn war aus Zement, 370 Meter lang und für diese WM komplett saniert worden. Allerdings wurde kritisiert, dass sie für die Steherrennen wegen ihrer flachen Bauweise wenig geeignet sei.
Vier Jahre nach Ende des Zweiten Weltkriegs waren keine deutschen Starter zur WM zugelassen.

## Resultate der Profis
| Disziplin                | Platz | Land                   | Athlet         |
| ------------------------ | ----- | ---------------------- | -------------- |
| Sprint                   | 1     | Vereinigtes Königreich | Reg Harris     |
|                          | 2     | Niederlande            | Jan Derksen    |
|                          | 3     | Niederlande            | Arie van Vliet |
| Steherrennen (100 km)    | 1     | Italien                | Elia Frosio    |
|                          | 2     | Niederlande            | Jan Pronk      |
|                          | 3     | Frankreich             | Raoul Lesueur  |
| Einerverfolgung (5000 m) | 1     | Italien                | Fausto Coppi   |
|                          | 2     | Luxemburg              | Lucien Gillen  |
|                          | 3     | Niederlande            | Wim van Est    |

## Resultate der Amateure
| Disziplin                | Platz | Land                   | Athlet            |
| ------------------------ | ----- | ---------------------- | ----------------- |
| Sprint                   | 1     | Australien             | Sydney Patterson  |
|                          | 2     | Frankreich             | Jacques Bellenger |
|                          | 3     | Vereinigte Staaten     | Jack Heid         |
| Einerverfolgung (4000 m) | 1     | Dänemark               | Knud E. Andersen  |
|                          | 2     | Vereinigtes Königreich | Cyril Cartwright  |
|                          | 3     | Italien                | Aldo Gandini      |